# Orthosia latipes
Orthosia latipes là một loài thực vật có hoa trong họ La bố ma. Loài này được (Decne.) Malme mô tả khoa học đầu tiên năm 1928.